# Matheus Pereira da Silva
Matheus Pereira da Silva (São Paulo, 25 februari 1998) is een Braziliaans voetballer die bij voorkeur als offensieve middenvelder speelt. Hij tekende in 2016 bij Empoli.

## Clubcarrière
Matheus Pereira speelde in de jeugd bij Corinthians. Op 23 augustus 2015 debuteerde hij in de Braziliaanse Série A tegen Cruzeiro EC. Hij viel na 89 minuten in voor Jádson. In 2016 werd de Braziliaan voor twee miljoen euro verkocht aan Empoli, dat de middenvelder voor vier seizoenen vastlegde.